# Cárquere
Cárquere é uma povoação portuguesa sede da Freguesia de Cárquere do Município de Resende, freguesia com 7,86 km² de área e 746 habitantes (censo de 2021), tendo, por isso, uma densidade populacional de 94,9 hab./km²

## Demografia
A população registada nos censos foi:
| Distribuição da População por Grupos Etários | Distribuição da População por Grupos Etários | Distribuição da População por Grupos Etários | Distribuição da População por Grupos Etários | Distribuição da População por Grupos Etários |
| -------------------------------------------- | -------------------------------------------- | -------------------------------------------- | -------------------------------------------- | -------------------------------------------- |
| Ano                                          | 0-14 Anos                                    | 15-24 Anos                                   | 25-64 Anos                                   | > 65 Anos                                    |
| 2001                                         | 204                                          | 147                                          | 452                                          | 138                                          |
| 2011                                         | 157                                          | 121                                          | 432                                          | 144                                          |
| 2021                                         | 92                                           | 92                                           | 403                                          | 159                                          |

## Património

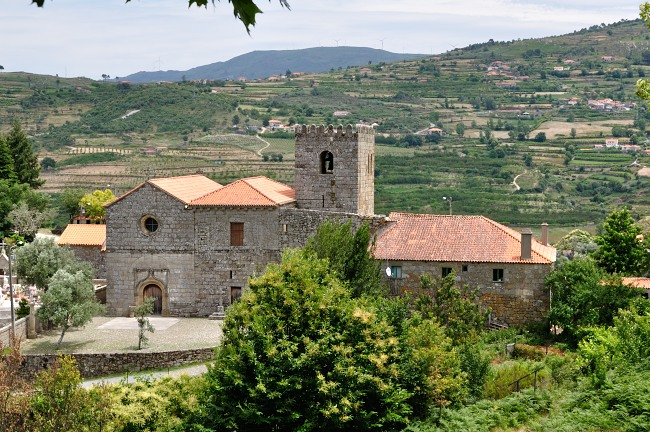
Mosteiro de Cárquere (Priorado de Santa Maria de Cárquere).

- Igreja Matriz de Cárquere ou Igreja de Santa Maria de Cárquere ou Mosteiro de Santa Maria de Cárquere
- Ponte de Carcavelos

## No cinema
Foi cenário do filme "Vinte e nove irmãos", de 1965, realizado por Augusto Fraga, que conta com a participação da população local e ilustra as condições de vida à época.